# Берри, Эдвард Уилбер
Эдвард Уилбер Берри (англ. Edward Wilber Berry; 10 февраля 1875 — 20 сентября 1945) — американский палеонтолог и ботаник; основное внимание его исследований было уделено палеоботанике.

## Биография
Берри изучал флору Северной и Южной Америки и опубликовал результаты таксономических исследований с теоретическими реконструкциями палеоэкологии и фитогеографии. Он начал свою научную карьеру как учёный-любитель. В университете Джонса Хопкинса он занимал различные должности, в том числе преподавателя, учёного-исследователя, научного редактора и администратора.
Берри принимал участие в научных экспедициях, в том числе в 1919 году в Анды, в 1927 году была геологическая экспедиция в Перу и Эквадор, в 1933 году — геологическая экспедиция в Венесуэлу.
Берри занимал пост президента Американского палеонтологического общества (1924) и президента Американского геологического общества (1945).
В 1901 году Берри получил приз Уолкера Бостонского общества естественной истории. В 1921 году он стал членом Американской академии искусств и наук, а в следующем году — Национальной академии наук США. В 1930 году Берри стал почётным доктором Лихайского университета. В 1942 году он получил Медаль Мэри Кларк Томпсон Национальной академии наук США.

## Труды
- 1916. The Lower Eocene Floras of Southeastern North America
- 1924. The Middle and Upper Eocene floras of Southeastern North America. U.S. Geological Survey Professional Paper 92
- 1925. A species of Musa in the Tertiary of South America (англ.) // Proceedings of the National Academy of Sciences of the United States of America : journal. — Vol. 11, no. 6. — P. 298—299. — doi:10.1073/pnas.11.6.298. — PMID 16587004. — PMC 1085991.
- 1929. An Eocene forest in the Peruvian desert (англ.) // Proceedings of the National Academy of Sciences of the United States of America : journal. — 1929. — April (vol. 15, no. 4). — P. 345—346. — doi:10.1073/pnas.15.4.345. — PMID 16587479. — PMC 522462.
- 1929. Fossil plants and mountain uplifts in the Pacific states (англ.) // Proceedings of the National Academy of Sciences of the United States of America : journal. — 1929. — June (vol. 15, no. 6). — P. 477—480. — doi:10.1073/pnas.15.6.477. — PMID 16577207. — PMC 522493.
- 1934. Miocene Patagonia (англ.) // Proceedings of the National Academy of Sciences of the United States of America : journal. — Vol. 20, no. 5. — P. 280—282. — doi:10.1073/pnas.20.5.280. — PMID 16587887. — PMC 1076401.
- 1937. Succession of fossil floras in Patagonia (англ.) // Proceedings of the National Academy of Sciences of the United States of America : journal. — Vol. 23, no. 10. — P. 537—542. — doi:10.1073/pnas.23.10.537. — PMID 16577811. — PMC 1076984.